# علي فرماوي

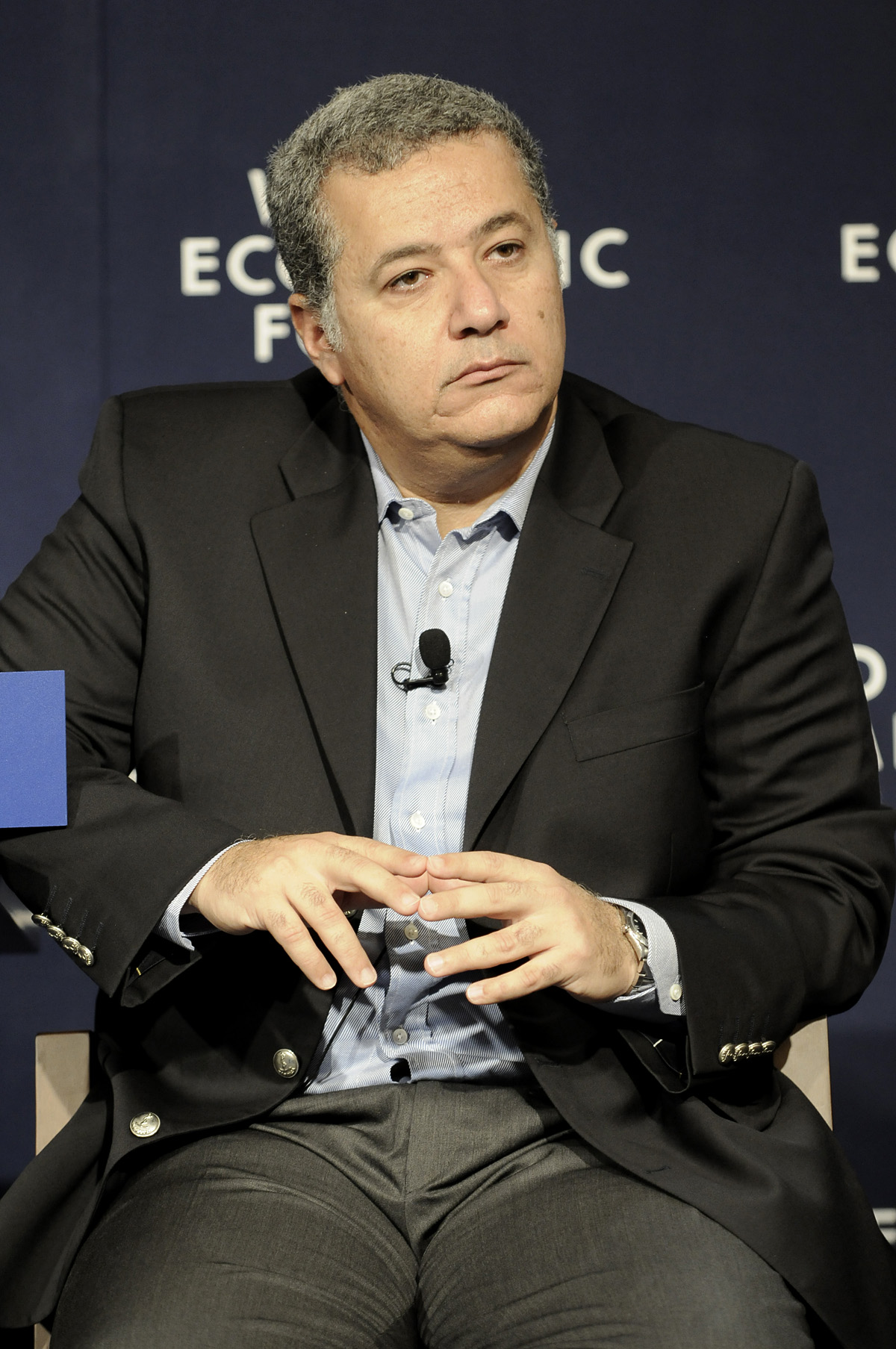
علي فرماوي كان أحد الحضور في المنتدى الاقتصادي العالمي في تركيا سنة 2008

علي فرماوي (17 يونيو 1964 -) رجل أعمال مصري وتخرّج من كلية الهندسة في جامعة الإسكندرية، حائزاً على شهادة في علوم الكمبيوتر وماجستير في إدارة الأعمال في التسويق الاستراتيجي من جامعة هول في بريطانيا
وانضمّ فرماوي إلى شركة «مايكروسوفت» في أكتوبر/تشرين الأول من عام 1997 بصفته مديراً عاماً للشركة في مصر. وبعد تحقيق نجاح طوال فترة توليه هذا المنصب الذي دام أربعة أعوام، تولى مسؤوليات إضافية في منطقة شرق المتوسط التي تشمل مصر ولبنان والأردن وقبرص ومالطا.
وفي شهر مايو/أيار من عام 2002، رقّي علي إلى منصب المدير الإقليمي ليصبح مسؤولاً عن المبيعات والتسويق والخدمات في الشرق الأوسط ومنطقة أفريقيا. وقد تمّت ترقيته إلى منصب نائب رئيس الشركة في أوروبا والشرق الأوسط وأفريقيا في أبريل/نيسان 2004.
وفي شهر سبتمبر / أيلول من عام 2011 رقي إلى منصب نائب رئيس شركة مايكروسوفت ليصبح بذلك أول مصري وعربي يصل إلى هذا المركز في تاريخ الشركة.

## الهوامش
1. 1 2 3  إنجازات المصري علي فرماوي تخوله تولي منصب نائب رئيس "مايكروسوفت" نسخة محفوظة 29 مارس 2017 على موقع واي باك مشين.
2. 1 2  مايكروسوفت الشرق الأوسط نسخة محفوظة 24 أكتوبر 2011 على موقع واي باك مشين.